# Museo dei gioielli
Il museo dei gioielli nazionali (in persiano خزانه جواهرات ملی‎) è un museo di Teheran in Iran. Ha riaperto al pubblico nel 1992 dopo anni di chiusura.
Affiliato alla Banca centrale dell'Iran, conserva ed espone i gioielli nazionali iraniani come loro custode legale. Negli anni '30, la collezione divenne così preziosa da essere utilizzata come riserva per la valuta dell'Iran, ed è oggi considerata una delle collezioni di diamanti e altri gioielli più famosa al mondo. Secondo Financial Tribune, "non sarebbe possibile dare un prezzo alla raccolta".